# Hiéroglyphe égyptien G31
Le héron cendré, en hiéroglyphes égyptiens, est classifié dans la section G « Oiseaux » de la liste de Gardiner ; il y est noté G31. 

## Représentation
Il représente un héron cendré (Ardea cinerea) ou un héron pourpré (Ardea purpurea).

## Utilisation
| b | n · nw | w | G31 |

| b | n · nw | w | G31 |

| Sn · n | t · y | G31 |

| Sn · n | t · y | G31 |